# Давній Вишгород (монета)
«Да́вній Ви́шгород» — ювілейна монета номіналом 5 гривень, випущена Національним банком України, присвячена давньому місту Вишгороду, яке вперше згадується у «Повісті минулих літ» під 946 роком як резиденція великої княгині Ольги — «Ольжин град». Розквіт міста пов'язаний зі становленням Київської держави ІХ-ХІІІ століть, яке певний час виконувало роль заміської резиденції великих київських князів.
Монету введено в обіг 30 серпня 2016 року. Вона належить до серії «Стародавні міста України».

## Опис монети та характеристики
| Номінал грн. | Метал      | Маса, г | Діаметр, мм | Якість виготовлення       | Гурт     | Тираж, штук |
| ------------ | ---------- | ------- | ----------- | ------------------------- | -------- | ----------- |
| 5            | нейзильбер | 16,54   | 35,0        | спеціальний анциркулейтед | рифлений | 30 000      |

### Аверс
На аверсі монети розміщено: угорі малий Державний Герб України та напис «УКРАЇНА»; у центрі на дзеркальному тлі зображено князів Бориса і Гліба — перших святих, канонізованих православних князів-страстотерпців, між ними хрест, унизу — орнамент; написи: «БОРИС» (вертикально ліворуч), «ГЛІБ» (вертикально праворуч); унизу — номінал «5 ГРИВЕНЬ», рік карбування монети «2016» та логотип Банкнотно-монетного двору Національного банку України (праворуч).

### Реверс
На реверсі монети зображено кольоровий фрагмент однієї з найдавніших і славнозвісних ікон — Вишгородської ікони Божої Матері (використано тамподрук); ліворуч стилізована композиція — на тлі трикупольної церкви князь із дружиною, що виїхали з брами міста, і написи: «ДАВНІЙ ВИШГОРОД/946 РІК».

## Автори

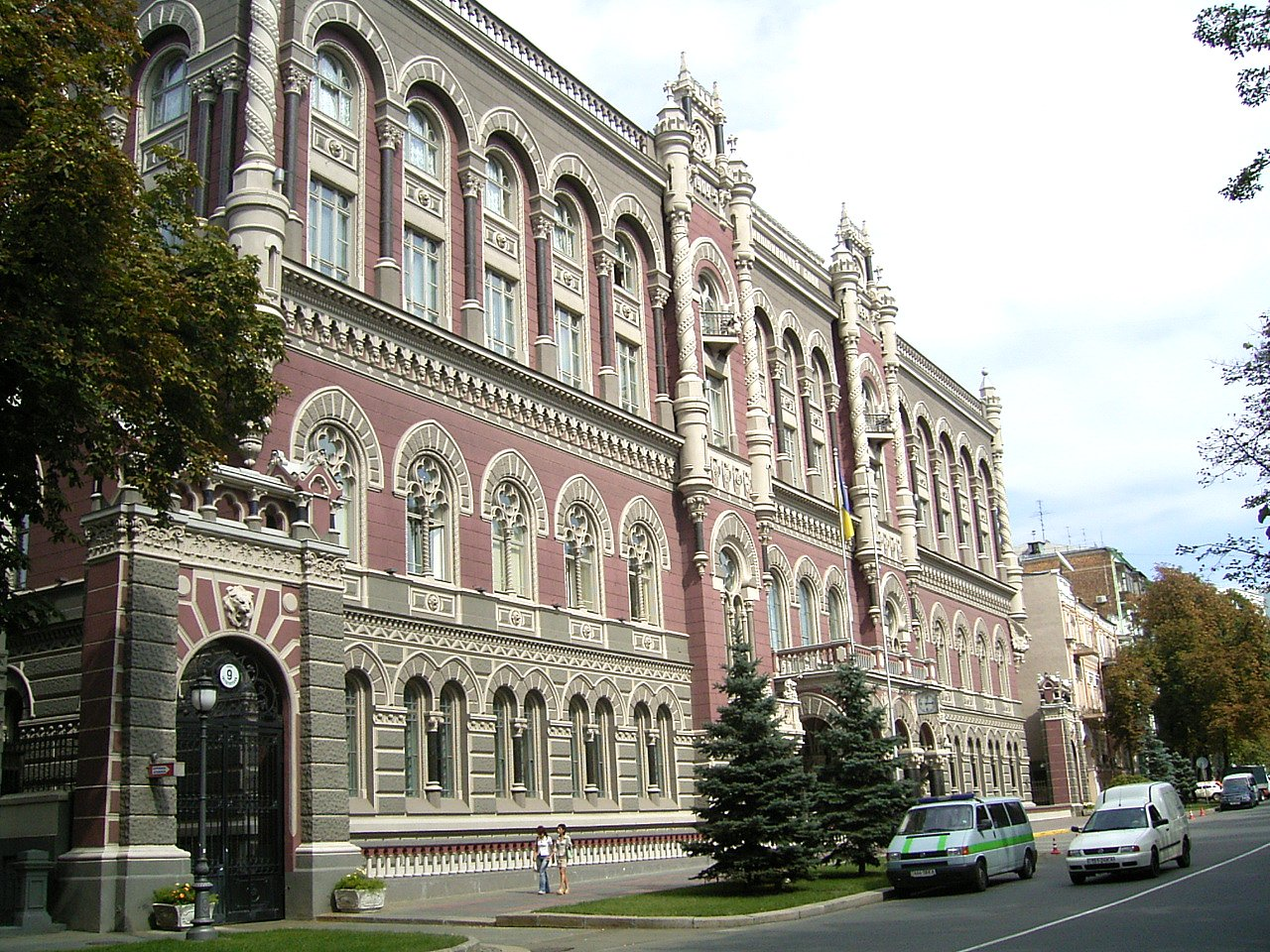
Будівля Національного банку України

- Художник — Іваненко Святослав.
- Скульптор — Іваненко Святослав.

## Вартість монети
Під час введення монети в обіг у 2016 році, Національний банк України реалізовував монету через свої філії за ціною 38 гривень.
Фактична приблизна вартість монети, з роками змінювалася так:
| Рік        | 2017 | 2018 | 2019 | 2020 | 2021 | 2022 | 2023 | 2024 | 2025 |
| ---------- | ---- | ---- | ---- | ---- | ---- | ---- | ---- | ---- | ---- |
| Ціна, грн. | 155  | 180  | 175  | 165  | 190  | 270  | 540  | 840  | 860  |